# Sire
De aanspreektitel "Sire" is een Frans woord en betekent "Heer". Het is een enigszins vertrouwelijke titel waarmee een mannelijke vorst, dat wil zeggen een koning of keizer, kan worden aangesproken.
Het woord is ontstaan uit Senior en daardoor etymologisch verwant met veel andere titels en aanspreekvormen: Sir, Señor, Monsieur enz.
De titel was en is ook in de Franse adel de titel van machtige feodale heren zoals de heren van Coucy. Zij werden steeds "Sire de Coucy" genoemd. De prins van Monaco is "Sire de Matignon".
Sire is ook een titel die vergeven wordt door Vlaamse handboogverenigingen. Het fungeert daar als equivalent van de Nederlandse clubkampioen. Ook de schermers van de Hallebardiers uit Brugge noemen hun clubkampioen "Sire" na een strijd om "het koningschap van ere”.